# Зборник радова Академије уметности
Зборник радова Академије уметности је научни часопис  који излази од 2013. године и објављује радове из свих области науке о уметности. 

## О часопису
Зборник радова Академије уметности објављује стручне и научне текстове, теоријске и истраживачке радове из области теорије и филозофије уметности, теорије медија, студије филма, музикологије, теорије музике, театрологије, естетике, историје уметности и уметничког образовања. Зборник радова излази као публикација Центра за истраживање уметности, Академије уметности Универзитета у Новом Саду. Уредништво чине професори Академије уметности, као и међународни стручњаци.
Текстови се објављују на српском и енглеском језику и пролазе уобичајену процедуру рецензирања.Часопис има сталне рубрике којима су обухваћени научни радови, али и прикази и полемике од стручног и научног интереса. Радови презентовани у зборнику се не баве само анализом класичних питања уметничког стварања и реализованих дела, већ и уметничко-истраживачким и научно-истраживачким кретањима у три уметничке области. Преплићу се радови који су део истраживачког рада, теоријских достигнућа, уметничке педагогије, историјског и филозофског дискурса, али и савремених промишљања наше уметничке продукције: филмске, телевизијске, драмске, позоришне, музичке, ликовне... Посебна вредност је у успостављању оптималне корелације између емпиријских сазнања из области драмских, ликовних и музичке уметности и њихове теоријске надградње.
Часопис Зборник радова Академије уметности је доступан у режиму отвореног приступа.

### Историјат
Зборник радова Академије уметности је научни часопис који је 2013. године покренула професорка Академије уметности, др Весна Крчмар са циљем да се на једном месту окупе ауторски радови из свих области науке о уметности. Часопис од тада постаје редовна годишња публикација Академије уметности, Универзитета у Новом Саду. Уредник другог и трећег броја (2014, 2015) је био др Манојло Маравић, а од 2016. године уредница је др Наташа Црњански. Чланови редакције су: др Гинтер Бергхаус, др Татјана Марковић, др Михал Бабиак, др Вероника Деменеску, др Атена Катсаневаки, др Ирина Суботић, др Весна Крчмар, др Ира Проданов, др Манојло Маравић, др Драган Стојменовић, др Весна Карин секретарица уредништва.

### Периодичност излажења
Излази једанпут годишње

## Уредници
- др Весна Крчмар 2013
- др Манојло Маравић 2014-2015
- др Наташа Црњански 2016-

## Аутори прилога
Аутори прилога су еминентни истраживачи из земље и иностранства.
Неки од значајних аутора који су писали за Зборник радова Академије уметности: Мишко Шуваковић Боро Драшковић, Невена Даковић, Маријан Рихтер...

## Теме
- теорија уметности
- филозофија уметности
- историја уметности
- студије филма
- музикологија
- етномузикологија
- теорија музике
- театрологија
- естетика
- теорија медија
- уметничко образовање

## Електронски облик часописа
Часопис излази у електронском облику

## Индексирање у базама података
- DOAJ[7]
- Српски цитатни индекс[8]
- ERIH PLUS https://dbh.nsd.uib.no/publiseringskanaler/erihplus/ Архивирано на веб-сајту  (3. фебруар 2019)